# Aïda Boni
Pour les articles homonymes, voir Boni.
Aïda Boni (née à Milan le 18 novembre 1880 et morte en 1974) est une danseuse italienne.
Après des études de danse à la Scala de Milan, Aïda Boni débute à Florence, puis danse au Casino de Paris, à l'Opéra-Comique et au théâtre Marigny durant la saison 1898-1899.
De 1901 à 1906, elle est engagée à Bruxelles, au théâtre de la Monnaie, comme première danseuse demi-caractère. Elle devient première danseuse étoile en septembre 1903. Durant cinq saisons, elle crée les principaux rôles des ballets représentés à la Monnaie : elle danse dans La Captive (Lucien Solvay, 1902), elle interprète le rôle de Rosita dans Lilia (Joseph Jacob, 1903), elle crée le rôle-titre de Zanetta (Gaetano Saracco, 1903) et celui de Maïmouna (François Ambrosiny, 1906).
Engagée au Covent Garden de Londres en 1907, elle revient la même année à la Scala de Milan. Elle poursuit ensuite sa carrière à l'Opéra de Paris en qualité de danseuse étoile, où elle crée encore de nombreux rôles, en compagnie de Rosita Mauri, Rita Sangalli et Carlotta Zambelli.
Elle prend sa retraite en 1922.